# Río Arlanza
Río Arlanza är ett vattendrag i Spanien. Det ligger i den centrala delen av landet, 190 km norr om huvudstaden Madrid.